# Списак епизода серије Игра престола
Игра престола јесте америчка телевизијска серија чији су креатори Дејвид Бениоф и Д. Б. Вајс. Серија је заснована на серији романа Џорџа Р. Р. Мартина, Песма леда и ватре. Радња серије смештена је на фиктивним континентима Вестероса и Есоса и прати догађаје чланова неколико племићких породица у борби за Гвоздени престо и власт над Седам краљевстава, као и долазак зиме и мистичних бића са севера. Серија почиње када кућа Старк, коју предводи лорд Едард „Нед” Старк, бива увучена у сплетке које окружују краља Роберта Баратеона.
Премијера серије била је 17. априла 2011. године на телевизијској мрежи ХБО. Дејвид Бениоф и Д. Б. Вајс обојица служе као извршни продуценти, заједно са Керолин Страус, Френком Долџер, Бернадетом Колфилд и Џорџ Р. Р. Мартином. Снимање серије одвија се на више локација, укључујући Хрватску, Републику Ирску, Северну Ирску, Исланд и Шпанију. Епизоде серије трају између 50 и 82 минуте. Све сезоне су доступне путем DVD и Blu-ray.
Серија се завршила са осмом сезоном, чије је емитовање почело 14. априла 2019. године а садржи шест епизода. Епизоде серије освојиле су више награда укључујући четири Награде Еми за најбољу драмску серију. Последња епизода серије Игра престола емитована је 19. маја 2019. године.

## Преглед
| Сезона | Сезона | Епизоде | Епизоде | Оригинално емитовање | Оригинално емитовање | Гледаност у САД (милиони) |
| Сезона | Сезона | Епизоде | Епизоде | Премијера            | Финале               | Гледаност у САД (милиони) |
| ------ | ------ | ------- | ------- | -------------------- | -------------------- | ------------------------- |
|        | 1.     | 10      | 10      | 17. април 2011.      | 19. јун 2011.        | 2,52                      |
|        | 2.     | 10      | 10      | 1. април 2012.       | 3. јун 2012.         | 3,80                      |
|        | 3.     | 10      | 10      | 31. март 2013.       | 9. јун 2013.         | 4,97                      |
|        | 4.     | 10      | 10      | 6. април 2014.       | 15. јун 2014.        | 6,84                      |
|        | 5.     | 10      | 10      | 12. април 2015.      | 14. јун 2015.        | 6,88                      |
|        | 6.     | 10      | 10      | 24. април 2016.      | 26. јун 2016.        | 7,69                      |
|        | 7.     | 7       | 7       | 16. јул 2017.        | 27. август 2017.     | 10,26                     |
|        | 8.     | 6       | 6       | 14. април 2019.      | 19. мај 2019.        | 11,99                     |

## Епизоде

### 1. сезона (2011)
У Зимоврелу, Нед Старк постаје десна рука краљу Роберту Баратеону, доводећи своје ћерке, Сансу и Арју, са собом у престоницу, Краљеву Луку. Недов син, Брен, остаје парализован након што је ухватио Робертову супругу, Серсеи Ланистер, како има секс са својим братом Џејмијем. Нед открива да су Робертово и Серсеино троје деце у ствари производ инцеста између Серсеи и Џејмија и да према томе не могу бити законити наследници престола. Међутим, након Робертове смрти, Серсеин најстарији син, Џофри, проглашен је за краља. Недово одбијање да призна Џофрија као краља доводи до његовог погубљења. У међувремену, Недов ванбрачни син Џон Снежни придружује се Ноћној стражи, древном реду који се заклео да ће бранити Вестерос са Зида који представља крајњу северну границу краљевства. У Есосу, прогнани принц Висерис Таргарјен удаје своју сестру Денерис за дотрачког војсковођу кала Дрога у замену за војску којом ће повратити Вестерос, где је његов отац некада био краљ. Денерис добија три змајева јајета, док Висериса на крају убије Дрого, који касније и сам умире. Денерис тада излеже змајева јаја, враћајући змајеве у свет.
| Бр. еп. (укупно) | Бр. еп. (у сезони) | Наслов                            | Редитељ          | Сценариста                 | Премијера       | Гледаност у САД (милиони) |
| ---------------- | ------------------ | --------------------------------- | ---------------- | -------------------------- | --------------- | ------------------------- |
| 1                | 1                  | Зима долази                       | Тим Ван Патен    | Дејвид Бениоф и Д. Б. Вајс | 17. април 2011. | 2,22                      |
| 2                | 2                  | Краљевски друм                    | Тим Ван Патен    | Дејвид Бениоф и Д. Б. Вајс | 24. април 2011. | 2,20                      |
| 3                | 3                  | Лорд Снежни                       | Брајан Кирк      | Дејвид Бениоф и Д. Б. Вајс | 1. мај 2011.    | 2,44                      |
| 4                | 4                  | Богаљи, копилад и сломљене ствари | Брајан Кирк      | Брајан Когман              | 8. мај 2011.    | 2,45                      |
| 5                | 5                  | Вук и лав                         | Брајан Кирк      | Дејвид Бениоф и Д. Б. Вајс | 15. мај 2011.   | 2,58                      |
| 6                | 6                  | Златна круна                      | Данијел Мајнахан | Дејвид Бениоф и Д. Б. Вајс | 22. мај 2011.   | 2,44                      |
| 7                | 7                  | Победници или покојници           | Данијел Мајнахан | Дејвид Бениоф и Д. Б. Вајс | 29. мај 2011.   | 2,40                      |
| 8                | 8                  | Оштрица                           | Данијел Мајнахан | Џорџ Р. Р. Мартин          | 5. јун 2011.    | 2,72                      |
| 9                | 9                  | Белор                             | Алан Тајлор      | Дејвид Бениоф и Д. Б. Вајс | 12. јун 2011.   | 2,66                      |
| 10               | 10                 | Ватра и крв                       | Алан Тајлор      | Дејвид Бениоф и Д. Б. Вајс | 19. јун 2011.   | 3,04                      |

### 2. сезона (2012)
Недов најстарији син, Роб, узима Џејмија за заробљеника у недавно објављеном рату са Ланистерима. Његова мајка Кејтлин шаље Бријену од Опорја да одведе Џејмија до Краљеве Луке, где верује да ће моћи да га размени за своје ћерке. У Краљевој Луци, Џофри често злоставља Сансу, док Тирион Ланистер, као вршилац дужности краљеве деснице, ради са Серсеи на припремама за предстојећи напад Станиса Баратеона на престоницу. Напад на град је успешно одбијен. Након што је побегла, Арја се нађе заробљена у Харендвору служећи као пехаркиња Тивину, глави породице Ланистер, али успева да побегне. Недов штићеник, Теон Грејџој, издаје Роба и узима Зимоврел за себе, приморавајући Брена и његовог млађег брата, Рикона, да побегну до Зида. С оне стране Зида, Џон стиче поверење дивљана док Семвел Тарли наилази на Беле ходаче. У Есосу, Денерис и њен каласар налазе уточиште у Карту, али њени млади змајеви су украдени. Она успева да их поврати, украде нешто богатства и напусти град.
| Бр. еп. (укупно) | Бр. еп. (у сезони) | Наслов                      | Редитељ         | Сценариста                 | Премијера        | Гледаност у САД (милиони) |
| ---------------- | ------------------ | --------------------------- | --------------- | -------------------------- | ---------------- | ------------------------- |
| 11               | 1                  | Север памти                 | Алан Тајлор     | Дејвид Бениоф и Д. Б. Вајс | 1. април 2012.   | 3,86                      |
| 12               | 2                  | Ноћне земље                 | Алан Тајлор     | Дејвид Бениоф и Д. Б. Вајс | 8. април 2012.   | 3,76                      |
| 13               | 3                  | Шта је мртво не може умрети | Алик Сакаров    | Брајан Кугман              | 15. април 2012.  | 3,77                      |
| 14               | 4                  | Башта костију               | Дејвид Петрарка | Ванеса Тајлор              | 22. април 2012.  | 3,65                      |
| 15               | 5                  | Дух Харендвора              | Дејвид Петрарка | Дејвид Бениоф и Д. Б. Вајс | 29. април 2012.. | 3,90                      |
| 16               | 6                  | Стари богови и нови         | Дејвид Нутер    | Ванеса Тајлор              | 6. мај 2012.     | 3,88                      |
| 17               | 7                  | Човек без части             | Дејвид Нутер    | Дејвид Бениоф и Д. Б. Вајс | 13. мај 2012.    | 3,69                      |
| 18               | 8                  | Принц Зимоврела             | Алан Тајлор     | Дејвид Бениоф и Д. Б. Вајс | 20. мај 2012.    | 3,86                      |
| 19               | 9                  | Црнобујица                  | Нил Маршал      | Џорџ Р. Р. Мартин          | 27. мај 2012.    | 3,38                      |
| 20               | 10                 | Валар моргулис              | Алан Тајлор     | Дејвид Бениоф и Д. Б. Вајс | 3. јун 2012.     | 4,20                      |

### 3. сезона (2013)
Након што Роб прекрши завет да ће се оженити једном од ћерки Валдера Фреја, овај организује масакр у ком страдају Роб, његова мајка, његова жена и сви његови великаши током свадбене гозбе. Након Робове смрти, Тивин, који је сада краљева десница, именује Руза Болтона за новог заштитника Севера. Теона мучи Рузов ванбрачни син, Ремзи Снежни. Даље на Северу, Џон Снежни се пење на Зид са групом дивљана и завршава на његовој јужној страни, али их потом издаје. У престоници, краљ Џофри је одлучио да се ожени Маргери из куће Тирел, остављајући Сансу по страни. Тивин, међутим, организује да се Санса уда за Тириона. Џејми стиже до Краљеве Луке, пошто му је одсечена десна шака. У Есосу, Денерис у своју службу прима „Неокаљане”, војску евнуха-робова. Она такође удружује снаге са „Другим синовима”, плаћеничком четом, и постаје краљица града Јункаја.
| Бр. еп. (укупно) | Бр. еп. (у сезони) | Наслов                      | Редитељ         | Сценариста                 | Премијера       | Гледаност у САД (милиони) |
| ---------------- | ------------------ | --------------------------- | --------------- | -------------------------- | --------------- | ------------------------- |
| 21               | 1                  | Валар дохерис               | Данијел Минахан | Дејвид Бениоф и Д. Б. Вајс | 31. март 2013.  | 4,37                      |
| 22               | 2                  | Црна крила, црне вести      | Данијел Минахан | Ванеса Тејлор              | 7. април 2013.  | 4,27                      |
| 23               | 3                  | Алеја казне                 | Дејвид Бениоф   | Дејвид Бениоф и Д. Б. Вајс | 14. април 2013. | 4,72                      |
| 24               | 4                  | И његова се стража завршила | Алекс Грејвс    | Дејвид Бениоф и Д. Б. Вајс | 21. април 2013. | 4,87                      |
| 25               | 5                  | Пољубац ватре               | Алекс Грејвс    | Брајан Когман              | 28. април 2013. | 5,35                      |
| 26               | 6                  | Успон                       | Алик Сахаров    | Дејвид Бениоф и Д. Б. Вајс | 5. мај 2013.    | 5,50                      |
| 27               | 7                  | Медвед и девица љупка       | Мишел Макларен  | Џорџ Р. Р. Мартин          | 12. мај 2013.   | 4,84                      |
| 28               | 8                  | Други синови                | Мишел Макларен  | Дејвид Бениоф и Д. Б. Вајс | 19. мај 2013.   | 5,13                      |
| 29               | 9                  | Кише над Кастамиром         | Дејвид Натер    | Дејвид Бениоф и Д. Б. Вајс | 2. јун 2013.    | 5,22                      |
| 30               | 10                 | Миса                        | Дејвид Натер    | Дејвид Бениоф и Д. Б. Вајс | 9. јун 2013.    | 5,39                      |

### 4. сезона (2014)
У Краљевој Луци, леди Олена тајно трује краља Џофрија на његовом венчању са њеном унуком Маргери, али Тириона сопствена породица лажно оптужује за убиство и он је проглашен кривим. Међутим, Џејми и Варис кују заверу да прокријумчаре Тириона у Есос. Тирион убија свог оца Тивина пре одласка. Петир Белиш прокријумчари Сансу у Дол, где влада њена тетка и његова љубавница, удовица Лиза Ерин. Белиш се жени Лизом, али је касније убија. Након неуспелих покушаја да се врати својој породици, Арја се укрцава на брод за Бравос, у Есосу. Вративши се у редове Ноћне страже, Џон Снежни брани Црни замак од војске дивљана, који су бројчано надмоћнији. Стража је спашена доласком Станиса Баратеона и његових снага. Осакаћени Брен са новооткривеним моћима путује на север иза Зида са неколико пратилаца. Испод једног чувардрвета, он проналази Трооког гаврана, старца са способношћу да сагледа будућност и прошлост. У Есосу, Денерис преузима контролу над градом Мирином и укида ропство. Када открије да ју је њен најближи саветник, сер Џора Мормонт, некада шпијунирао за Роберта Баратеона, она га протерује.
| Бр. еп. (укупно) | Бр. еп. (у сезони) | Наслов               | Редитељ        | Сценариста                 | Премијера       | Гледаност у САД (милиони) |
| ---------------- | ------------------ | -------------------- | -------------- | -------------------------- | --------------- | ------------------------- |
| 31               | 1                  | Два мача             | Д. Б. Вајс     | Дејвид Бениоф и Д. Б. Вајс | 6. април 2014.  | 6,64                      |
| 32               | 2                  | Лав и ружа           | Алекс Грејвс   | Џорџ Р. Р. Мартин          | 13. април 2014. | 6,31                      |
| 33               | 3                  | Кршитељка ланаца     | Алекс Грејвс   | Дејвид Бениоф и Д. Б. Вајс | 20. април 2014. | 6,59                      |
| 34               | 4                  | Заветник             | Мишел Макларен | Брајан Когман              | 27. април 2014. | 6,95                      |
| 35               | 5                  | Први од свог имена   | Мишел Макларен | Дејвид Бениоф и Д. Б. Вајс | 4. мај 2014.    | 7,16                      |
| 36               | 6                  | Закони богова и људи | Алик Сахаров   | Брајан Когман              | 11. мај 2014.   | 6,40                      |
| 37               | 7                  | Птица ругалица       | Алик Сахаров   | Дејвид Бениоф и Д. Б. Вајс | 18. мај 2014.   | 7,20                      |
| 38               | 8                  | Планина и Кобра      | Алекс Грејвс   | Дејвид Бениоф и Д. Б. Вајс | 1. јун 2014.    | 7,17                      |
| 39               | 9                  | Стражари на Зиду     | Нил Маршал     | Дејвид Бениоф и Д. Б. Вајс | 8. јун 2014.    | 6,95                      |
| 40               | 10                 | Деца                 | Алекс Грејвс   | Дејвид Бениоф и Д. Б. Вајс | 15. јун 2014.   | 7,09                      |

### 5. сезона (2015)
У Краљевој Луци, Маргери се удаје за новог краља Томена Баратеона, Џофријевог млађег брата. Врапци, група верских фанатика, намећу своје ставове граду, затварајући Маргери, њеног брата Лораса и Серсеи због чињења разних грехова. Џејми путује у Дорну да врати Мирселу Баратеон. Међутим, љубавница Оберина Мартела, Еларија и његове ванбрачне ћерке убијају Мирселу као освету за Оберинову смрт. У Зимоврелу, новом седишту куће Болтон, Белиш договара Сансин брак са сада озакоњеним Ремзијем Болтоном. Станисов неуспешан марш на Зимоврел, који доводи до његове смрти, даје Санси прилику да побегне са Теоном. Код Зида, као новоизабрани лорд заповедник Ноћне страже, Џон Снежни формира савез са дивљанима да би их спасао од Белих ходача и њихове војске живих мртваца. Међутим, Џона насмрт избоду одметнута браћа која га виде као издајника. Арја стиже у Бравос, где проналази Џакена Х’гара коме је раније помогла да побегне, и почиње да тренира са Људима без лица, еснафом убица. У Есосу, Тирион постаје саветник Денерис. Сер Џора спасава Денерисин живот од побуне робовласника, а она бежи из Мирина на леђима свог змаја Дрогона.
| Бр. еп. (укупно) | Бр. еп. (у сезони) | Наслов                            | Редитељ        | Сценариста                 | Премијера       | Гледаност у САД (милиони) |
| ---------------- | ------------------ | --------------------------------- | -------------- | -------------------------- | --------------- | ------------------------- |
| 41               | 1                  | Ратови који долазе                | Мајкл Словис   | Дејвид Бениоф и Д. Б. Вајс | 12. април 2015. | 8,00                      |
| 42               | 2                  | Кућа црног и белог                | Мајкл Словис   | Дејвид Бениоф и Д. Б. Вајс | 19. април 2015. | 6,81                      |
| 43               | 3                  | Првоврабац                        | Марк Мајлод    | Дејвид Бениоф и Д. Б. Вајс | 26. април 2015. | 6,71                      |
| 44               | 4                  | Синови Харпије                    | Марк Мајлод    | Дејв Хил                   | 3. мај 2015.    | 6,82                      |
| 45               | 5                  | Убиј дечака                       | Џереми Подесва | Брајан Когман              | 10. мај 2015.   | 6,56                      |
| 46               | 6                  | Непокорени, несагнути, несломљени | Џереми Подесва | Брајан Когман              | 17. мај 2015.   | 6,24                      |
| 47               | 7                  | Дар                               | Мигел Сапочник | Дејвид Бениоф и Д. Б. Вајс | 24. мај 2015.   | 5,40                      |
| 48               | 8                  | Тврдидом                          | Мигел Сапочник | Дејвид Бениоф и Д. Б. Вајс | 31. мај 2015.   | 7,01                      |
| 49               | 9                  | Плес змајева                      | Дејвид Натер   | Дејвид Бениоф и Д. Б. Вајс | 7. јун 2015.    | 7,14                      |
| 50               | 10                 | Мајчина милост                    | Дејвид Натер   | Дејвид Бениоф и Д. Б. Вајс | 14. јун 2015.   | 8,11                      |

### 6. сезона (2016)
На Зиду, Мелисандра васкрсава Џона, који се потом поново уједињује са Сансом и напушта Ноћну стражу. Уз помоћ дивљана, лојалиста и витезова из Дола, они побеђују Болтонове и Џон је проглашен краљем на Северу. С оне стране Зида, Брен тренира са Трооким гавраном, али их нападају Бели ходачи. Трооки гавран је убијен, а наслеђује га Брен, који бежи уз помоћ Ходора, који том приликом умире. Брен схвата да је Џон заправо син његове покојне тетке Лијене Старк. У Бравосу, Арја наставља да тренира са Људима без лица, али их на крају напушта и враћа се у Вестерос да се освети Валдеру Фреју. У Краљевој Луци, Серсеи уништава Велико обредиште уз помоћ дивље ватре. Многи умиру, укључујући првоврапца, Маргери и Лораса. Томен извршава самоубиство након што је био сведок догађаја, а Серсеи је крунисана за краљицу. На Гвозденим острвима, Јурон Грејџој узурпира престо убивши свог брата и Теоновог оца, Белона. Денерис заробљавају Дотраци, али добија њихову оданост када њихове вође спали живе. Она се враћа у Мирин, на време да спасе град од поморске опсаде робовласника. Опрашта сер Џори, а затим плови за Вестерос, где јој се придружују Теон и његова сестра Јара. Еларија преузима контролу над Дорном и придружује се Олени Тирел у савезу са Денерис.
| Бр. еп. (укупно) | Бр. еп. (у сезони) | Наслов          | Редитељ         | Сценариста                 | Премијера       | Гледаност у САД (милиони) |
| ---------------- | ------------------ | --------------- | --------------- | -------------------------- | --------------- | ------------------------- |
| 51               | 1                  | Црвена жена     | Џереми Подесва  | Дејвид Бениоф и Д. Б. Вајс | 24. април 2016. | 7,94                      |
| 52               | 2                  | Дом             | Џереми Подесва  | Дејв Хил                   | 1. мај 2016.    | 7,29                      |
| 53               | 3                  | Вероломник      | Данијел Сакхајм | Дејвид Бениоф и Д. Б. Вајс | 8. мај 2016.    | 7,28                      |
| 54               | 4                  | Књига о Странцу | Данијел Сакхајм | Дејвид Бениоф и Д. Б. Вајс | 15. мај 2016.   | 7,82                      |
| 55               | 5                  | Врата           | Џек Бендер      | Дејвид Бениоф и Д. Б. Вајс | 22. мај 2016.   | 7,89                      |
| 56               | 6                  | Крв моје крви   | Џек Бендер      | Брајан Когман              | 29. мај 2016.   | 6,71                      |
| 57               | 7                  | Сломљени човек  | Марк Мајлод     | Брајан Когман              | 5. јун 2016.    | 7,80                      |
| 58               | 8                  | Нико            | Марк Мајлод     | Дејвид Бениоф и Д. Б. Вајс | 12. јун 2016.   | 7,60                      |
| 59               | 9                  | Битка копилади  | Мигел Сапочник  | Дејвид Бениоф и Д. Б. Вајс | 19. јун 2016.   | 7,66                      |
| 60               | 10                 | Ветрови зиме    | Мигел Сапочник  | Дејвид Бениоф и Д. Б. Вајс | 26. јун 2016.   | 8,89                      |

### 7. сезона (2017)
Денерис стиже у Вестерос и заузима Змајкамен. Она планира да свргне Серсеи, али Џон Снежни је убеђује да уместо тога спасе Вестерос од Белих ходача. Њих двоје се заљубљују и заједно одлазе иза Зида да докажу претњу Белих ходача. Ноћни краљ, вођа Белих ходача, том приликом убија и реанимира Денерисиног змаја Висериона. Џон и Денерис затим покушавају да убеде Серсеи да се придружи њиховом циљу показујући јој једног Белог ходача којег су заробили, али она има своје планове да повећа контролу над континентом. У Зимоврелу, Санса се поново среће са Арјом и Бреном. Када лорд заштитник Дола, Петир Белиш, почиње да окреће Старкове једне против других, они га прозревају и наређују његово погубљење. У једној визији, Брен види да се његова тетка, Лијена, у ствари удала за принца Регара, и да је право Џоново име Егон Таргарјен, што га чини правим наследником Гвозденог престола. Након што је његову сестру Јару киднаповао њихов стриц Јурон, Теон креће да је спасе. Ноћни краљ руши део Зида уз помоћ реанимираног Висериона, дозвољавајући Белим ходачима и војсци мртвих да продру у Седам краљевстава.
| Бр. еп. (укупно) | Бр. еп. (у сезони) | Наслов            | Редитељ        | Сценариста                 | Премијера        | Гледаност у САД (милиони) |
| ---------------- | ------------------ | ----------------- | -------------- | -------------------------- | ---------------- | ------------------------- |
| 61               | 1                  | Змајкамен         | Џереми Подесва | Дејвид Бениоф и Д. Б. Вајс | 16. јул 2017.    | 10,11                     |
| 62               | 2                  | Олујрођена        | Maрk Majлод    | Брајан Когман              | 23. јул 2017.    | 9,27                      |
| 63               | 3                  | Краљичина правда  | Mark Majлод    | Дејвид Бениоф и Д. Б. Вајс | 30. јул 2017.    | 9,25                      |
| 64               | 4                  | Ратни плен        | Мет Шекман     | Дејвид Бениоф и Д. Б. Вајс | 6. август 2017.  | 10,17                     |
| 65               | 5                  | Источна Моробдија | Мет Шекман     | Дејв Хил                   | 13. август 2017. | 10,72                     |
| 66               | 6                  | Северно од Зида   | Aлен Тејлор    | Дејвид Бениоф и Д. Б. Вајс | 20. август 2017. | 10,24                     |
| 67               | 7                  | Змај и вук        | Џереми Подесва | Дејвид Бениоф и Д. Б. Вајс | 27. август 2017. | 12,07                     |

### 8. сезона (2019)
Џон и Денерис путују у Зимоврел и сазнају да је војска мртвих пробила зид. Теон спасава Јару, а затим се враћа у Зимоврел. Сем открива Џону да је он заправо Егон Таргарјен. Џејми стиже у Зимоврел, откривајући да Серсеи неће помоћи у борби против војске мртвих. Џон открива своје право порекло Денерис, која жели да то остане тајна. Након битке, Арја убија Ноћног краља, уништавајући војску мртвих. Пошто је војска мртвих поражена, Денерис усмерава пажњу ка Гвозденом престолу. Јуронова флота убија змаја Регала и заробљава Мисандеи, коју касније погуби Серсеи, разбесневши Денерис, која, након што је њена војска заузела Краљеву Луку, разјарено уништава велики део града. Серсеи и Џејми су убијени. Тирион осуђује Денерис и бива затворен због издаје и чека на погубљење. Џон, неспособан да заустави Денерис, приморан је да је убије. Брен Старк је проглашен краљем, дозвољавајући Северу да се отцепи као независно краљевство. Брен поставља Тириона за своју десницу. Санса је крунисана за краљицу на Северу, а Арја испловљава да пронађе нове земље на западу. Џон је осуђен на Ноћну стражу и предводи дивљане северно од Зида.
| Бр. еп. (укупно) | Бр. еп. (у сезони) | Наслов                  | Редитељ                    | Сценариста                 | Премијера       | Гледаност у САД (милиони) |
| ---------------- | ------------------ | ----------------------- | -------------------------- | -------------------------- | --------------- | ------------------------- |
| 68               | 1                  | Зимоврел                | Дејвид Натер               | Дејв Хил                   | 14. април 2019. | 11,76                     |
| 69               | 2                  | Витез Седам краљевстава | Дејвид Натер               | Брајан Когман              | 21. април 2019. | 10,29                     |
| 70               | 3                  | Дуга ноћ                | Мигел Сапочник             | Дејвид Бениоф и Д. Б. Вајс | 28. април 2019. | 12,02                     |
| 71               | 4                  | Последњи од Старкових   | Дејвид Натер               | Дејвид Бениоф и Д. Б. Вајс | 5. мај 2019.    | 11,80                     |
| 72               | 5                  | Звона                   | Мигел Сапочник             | Дејвид Бениоф и Д. Б. Вајс | 12. мај 2019.   | 12,48                     |
| 73               | 6                  | Гвоздени престо         | Дејвид Бениоф и Д. Б. Вајс | Дејвид Бениоф и Д. Б. Вајс | 19. мај 2019.   | 13,61                     |

### Графика
Следећи графикон приказује број гледалаца на дан приказивања сваке епизоде:
| Сез. | Сез. | Број епизоде | Број епизоде | Број епизоде | Број епизоде | Број епизоде | Број епизоде | Број епизоде | Број епизоде | Број епизоде | Број епизоде | Просек |
| Сез. | Сез. | 1            | 2            | 3            | 4            | 5            | 6            | 7            | 8            | 9            | 10           | Просек |
| ---- | ---- | ------------ | ------------ | ------------ | ------------ | ------------ | ------------ | ------------ | ------------ | ------------ | ------------ | ------ |
|      | 1    | 2,22         | 2,20         | 2,44         | 2,45         | 2,58         | 2,44         | 2,40         | 2,72         | 2,66         | 3,04         | 2,52   |
|      | 2    | 3,86         | 3,76         | 3,77         | 3,65         | 3,90         | 3,88         | 3,69         | 3,86         | 3,38         | 4,20         | 3,80   |
|      | 3    | 4,37         | 4,27         | 4,72         | 4,87         | 5,35         | 5,50         | 4,84         | 5,13         | 5,22         | 5,39         | 4,97   |
|      | 4    | 6,64         | 6,31         | 6,59         | 6,95         | 7,16         | 6,40         | 7,20         | 7,17         | 6,95         | 7,09         | 6,84   |
|      | 5    | 8,00         | 6,81         | 6,71         | 6,82         | 6,56         | 6,24         | 5,40         | 7,01         | 7,14         | 8,11         | 6,88   |
|      | 6    | 7,94         | 7,29         | 7,28         | 7,82         | 7,89         | 6,71         | 7,80         | 7,60         | 7,66         | 8,89         | 7,69   |
|      | 7    | 10,11        | 9,27         | 9,25         | 10,17        | 10,72        | 10,24        | 12,10        | Н/Д          | Н/Д          | Н/Д          | 10,26  |
|      | 8    | 11,80        | 10,29        | 12,02        | 11,80        | 12,48        | 13,61        | Н/Д          | Н/Д          | Н/Д          | Н/Д          | 11,99  |